# Episodi di Squadra emergenza (serie televisiva 1999) (terza stagione)
La terza stagione della serie televisiva Squadra emergenza, composta da 21 episodi, è stata trasmessa negli Stati Uniti dal canale NBC dal 15 ottobre 2001 al 13 maggio 2002.
In Italia la stagione è stata trasmessa da Italia 1.
| nº | Titolo originale                  | Titolo italiano             | Prima TV USA     | Prima TV Italia |
| -- | --------------------------------- | --------------------------- | ---------------- | --------------- |
| SP | In Their Own Words                | Speciale 11 settembre       | 15 ottobre 2001  |                 |
| 1  | September Tenth                   | Il 10 settembre             | 22 ottobre 2001  |                 |
| 2  | After Time                        | Dopo la tragedia            | 29 ottobre 2001  |                 |
| 3  | The Relay                         | Corsa contro il tempo       | 12 novembre 2001 |                 |
| 4  | Adam 5-5-3                        | Nonno Doc                   | 19 novembre 2001 |                 |
| 5  | He Said, She Said                 | Un errore fatale            | 26 novembre 2001 |                 |
| 6  | Childhood Memories                | Ricordi d'infanzia          | 3 dicembre 2001  |                 |
| 7  | Act Brave                         | Un atto di coraggio         | 10 dicembre 2001 |                 |
| 8  | Sex, Lies & Videotape             | Sesso, bugie e videotape    | 7 gennaio 2002   |                 |
| 9  | Transformed                       | Due bambini da salvare      | 14 gennaio 2002  |                 |
| 10 | Old Dogs, New Tricks              | Vecchi amici, nuovi trucchi | 21 gennaio 2002  |                 |
| 11 | The Long Guns                     | Grandi mascalzoni           | 28 gennaio 2002  |                 |
| 12 | Cold Front                        | Ghiaccio bollente           | 4 febbraio 2002  |                 |
| 13 | Superheroes (1)                   | Nessun testimone - 1ª parte | 25 febbraio 2002 |                 |
| 14 | Superheroes (2)                   | Nessun testimone - 2ª parte | 4 marzo 2002     |                 |
| 15 | Thicker Than Water                | Acque torbide               | 1º aprile 2002   |                 |
| 16 | Falling                           | Attacchi di panico          | 8 aprile 2002    |                 |
| 17 | The Unforgiven                    | Impossibile da dimenticare  | 15 aprile 2002   |                 |
| 18 | The Greater Good                  | Il bene supremo             | 22 aprile 2002   |                 |
| 19 | Unleashed (*)                     | Rapimento (*)               | 29 aprile 2002   |                 |
| 20 | Two Hundred and Thirty-Three Days | Per non dimenticare         | 6 maggio 2002    |                 |
| 21 | Blackout                          | Buio totale                 | 13 maggio 2002   |                 |

- (*) - L'episodio è la conclusione dell'episodio Fratelli e sorelle della serie E.R. - Medici in prima linea.

## Speciale 11 settembre
Lo Speciale 11 settembre è un documentario mandato in onda in seguito alle vicende dell'11 settembre. Racconta la vera storia dei funzionari di polizia, vigili del fuoco, personale paramedico, personale dei servizi di emergenza e delle loro famiglie. Il cast della serie ha fatto una breve introduzione per ciascun segmento in cui è diviso il documentario.